# Paul Alexis
Paul Alexis (Aix-en-Provence, 16 giugno 1847 – Levallois-Perret, 28 luglio 1901) è stato uno scrittore, drammaturgo e pubblicista francese.
È oggi ricordato per essere stato biografo e amico di Émile Zola.

## Biografia
Dopo aver compiuto studi di diritto a Aix-en-Provence, si stabilì nel 1869 a Parigi dove divenne amico intimo di Zola e della sua famiglia. Collaborò a numerosi giornali, tra cui L'Avenir national, La Cloche, Le Corsaire, Le Cri du peuple (con lo pseudonimo di Trublot), Gil Blas, Le Journal, La Réforme, Le Récueil, Le Voltaire. Fu autore di romanzi e novelle di stile naturalista, così come di testi teatrali, alcuni realizzati in collaborazione con Oscar Méténier.
Nel 1875 fu incarcerato per un breve periodo con l'errata accusa di essere un comunardo e, come tale, avrebbe dovuto affrontare una vita intera in prigione, ma Zola usò la sua influenza per ottenere che fosse liberato.
Con J.-K. Huysmans, Henry Céard, Guy de Maupassant, Léon Hennique e Émile Zola, fece parte del «gruppo dei sei» che diede origine a Les Soirées de Médan, pubblicate nel 1880, alle quali partecipò con la novella Après la bataille.
Sposò nel 1883 Louise Virginie Monnier (1865-1900). Da questo matrimonio ebbe due figlie, Paule nel 1885, Marthe nel 1892.
«Ci ritrovavamo riuniti, in estate, a casa di Zola, nella sua proprietà di Médan», scrisse Maupassant. «Durante le lunghe digestioni dei lunghi pasti (giacché siamo tutti golosi, e Zola mangia da solo come tre romanzieri comuni), chiacchieravamo. ci raccontava i suoi romanzi futuri, le sue idee letterarie, le sue opinioni su ogni cosa. Alcuni giorni pescavamo alla lenza. Hennique allora si distingueva, con gran disperazione di Zola, che riusciva a pescare solo ciabatte. Io restavo steso nella barca della Nanà, oppure facevo il bagno per ore, mentre Paul Alexis s'aggirava con idee licenziose, Huysmans fumava sigarette, e Céard si arrabbiava, trovando stupida la campagna.»
Paul Alexis era un fervente ammiratore di Flaubert e grande amico di Renoir. Henry Céard lo chiamava l'«ombra di Zola». Cézanne dipinse un quadro che lo raffigura mentre legge a Émile Zola: La lecture de Paul Alexis chez Zola.
Dopo la morte di sua moglie per febbre tifoide nel 1900, divenne dipendente dell'alcolismo e infine morì per un aneurisma.

## Opere

### Romanzi e novelle
- La Fin de Lucie Pellegrin (1880)
- Après la bataille (incluso in Les Soirées de Médan) (1880)
- Le Besoin d'aimer (1885)
- Un amour platonique (1886)
- Le Collage (1883)
- Les Femmes du père Lefèvre (1886)
- L'Infortune de monsieur Fraque (1887)
- Journal de Monsieur Mure (1888)
- L'Education amoureuse (1890)
- Madame Meuriot, mœurs parisiennes (1890)
- Trente romans; Le cœur; La chair; L'esprit (1895)
- La Comtesse. Treize symboles. Quelques originaux (1897)
- Le Collage (1899)
- Vallobra (1901)

### Teatro
- Celle qu'on n'épouse pas, commedia in un atto, in prosa, Parigi, Théâtre du Gymnase, 8 settembre 1879
- Mademoiselle Pomme, 1887
- La Fin de Lucie Pellegrin, testo teatrale in un atto, Parigi, Théâtre-Libre, 15 giugno 1888. Riduzione teatrale del romanzo omonimo
- Les Frères Zemganno, testo teatrale in tre atti, in prosa, tratto da Edmond e Jules de Goncourt, con Oscar Méténier, Parigi, Théâtre-Libre, 25 febbraio 1890
- Monsieur Betsy, commedia in quattro atti, in prosa, con Oscar Méténier, Parigi, Théâtre des Variétés, 3 marzo 1890
- Charles Demailly, testo teatrale in cinque atti, in prosa, tratto da Edmond e Jules de Goncourt, con Oscar Méténier, Parigi, Théâtre du Gymnase, 19 dicembre 1892
- La Provinciale, testo teatrale in tre atti, con Giuseppe Giacosa, Parigi, Théâtre du Vaudeville, 6 ottobre 1893. Adattamento del testo Tristi amori di G. Giacosa

### Memorie e corrispondenza
- Émile Zola: notes d'un ami (1882; Maisonneuve et Larose, 2001)
- «Naturalisme pas mort»: lettres inédites de Paul Alexis à Émile Zola, 1871-1900 (University of Toronto Press, 1971)